# Steven Sserwadda
Steven Sserwadda (Kampala, 28 agosto 2002) è un calciatore ugandese, centrocampista dei N.Y. Red Bulls e della nazionale ugandese.

## Carriera

### Club

#### Gli inizi
Steven Sserwadda inizia a giocare a calcio a 15 anni nel Kampala City, con cui esordisce prima nella Premier League Ugandese e poi nella Coppa della Confederazione CAF nella stagione 2018-2019. Con la squadra della capitale vince la Coppa d'Uganda nel 2018, il campionato e la Coppa Kagame Inter-Club nel 2019.

#### New York Red Bulls
Nel settembre 2021 si trasferisce nei N.Y. Red Bulls II che partecipa al USL Championship, seconda serie del campionato nordamericano. Esordisce il 15 ottobre seguente nel pareggio per 1-1 contro i T.B. Rowdies.
A luglio 2022, dopo aver esordito con i N.Y. Red Bulls nella US Open Cup contro i New York City, si trasferisce definitivamente in prima squadra. Esordisce in MLS il 1º luglio nella vittoria interna contro l'Atlanta United.

### Nazionale
Con la nazionale Under-20 ugandese ha preso parte alla Coppa delle Nazioni Africane Under-20 2021, arrivando in finale giocando 6 partite e segnando 2 gol.
Esordisce con la nazionale ugandese nella partita amichevole valida per la Coppa Nawruz contro il Tagikistan, entrando al 70°.. Il 4 giugno esordisce in un match ufficiale, valido per le qualificazioni alla Coppa delle nazioni africane 2023, nella sconfitta per 2-0 contro l'Algeria.

## Statistiche

### Presenze e reti nei club
Statistiche aggiornate al 2 settembre 2024.
| Stagione                  | Squadra                   | Campionato                | Campionato | Campionato | Coppe nazionali | Coppe nazionali | Coppe nazionali | Coppe continentali | Coppe continentali | Coppe continentali | Altre competizioni | Altre competizioni | Altre competizioni | Totale | Totale | Totale |
| Stagione                  | Squadra                   | Comp                      | Pres       | Reti       | Comp            | Pres            | Reti            | Comp               | Pres               | Reti               | Comp               | Pres               | Reti               | Pres   | Reti   |        |
| ------------------------- | ------------------------- | ------------------------- | ---------- | ---------- | --------------- | --------------- | --------------- | ------------------ | ------------------ | ------------------ | ------------------ | ------------------ | ------------------ | ------ | ------ | ------ |
| 2017-2018                 | Kampala City              | PL U                      | 0          | 0          | CU              | 0               | 0               | CAF CL             | 0                  | 0                  |                    | -                  | -                  | 0      | 0      |        |
| 2018-2019                 | Kampala City              | PL U                      | 1          | 1          | CU              | 3               | 2               | CAF CC             | 1                  | 0                  |                    | -                  | -                  | 5      | 3      |        |
| 2019-2020                 | Kampala City              | PL U                      | 9          | 1          | CU              | 0               | 0               | CAF CL + CAF CC    | 0+1                | 0+0                |                    | -                  | -                  | 10     | 1      |        |
| 2020-2021                 | Kampala City              | PL U                      | 9          | 0          |                 | -               | -               | CAF CC             | 0                  | 0                  |                    | -                  | -                  | 4      | 0      |        |
| Totale Kampala City       | Totale Kampala City       | Totale Kampala City       | 19         | 2          |                 | 3               | 2               |                    | 2                  | 0                  |                    | -                  | -                  | 24     | 4      |        |
| 2021                      | N.Y. Red Bulls II         | USL                       | 4          | 0          |                 | -               | -               |                    | -                  | -                  |                    | -                  | -                  | 4      | 0      |        |
| 2022                      | N.Y. Red Bulls II         | USL                       | 14         | 2          |                 | -               | -               |                    | -                  | -                  |                    | -                  | -                  | 14     | 2      |        |
| 2022                      | N.Y. Red Bulls            | MLS                       | 2          | 0          | CU              | 1               | 0               |                    | -                  | -                  |                    | -                  | -                  | 3      | 0      |        |
| 2023                      | N.Y. Red Bulls            | MLS                       | 0          | 0          | CU              | 0               | 0               | LC                 | 0                  | 0                  |                    | -                  | -                  | 0      | 0      |        |
| 2024                      | N.Y. Red Bulls            | MLS                       | 0          | 0          |                 | -               | -               | LC                 | 0                  | 0                  |                    | -                  | -                  | 0      | 0      |        |
| Totale N. Y. Red Bulls    | Totale N. Y. Red Bulls    | Totale N. Y. Red Bulls    | 2          | 0          |                 | 1               | 0               |                    | 0                  | 0                  |                    | -                  | -                  | 3      | 0      |        |
| 2024                      | N.Y. Red Bulls II         | MLS-NP                    | 23         | 2          | CU              | 1               | 0               |                    | -                  | -                  |                    | -                  | -                  | 24     | 2      |        |
| Totale N. Y. Red Bulls II | Totale N. Y. Red Bulls II | Totale N. Y. Red Bulls II | 41         | 4          |                 | 1               | 0               |                    |                    |                    |                    | -                  | -                  | 42     | 4      |        |
| Totale carriera           | Totale carriera           | Totale carriera           | 62         | 6          |                 | 5               | 2               |                    | 2                  | 0                  |                    | -                  | -                  | 69     | 8      |        |

### Cronologia presenze e reti in nazionale
| Cronologia completa delle presenze e delle reti in nazionale ― Uganda | Cronologia completa delle presenze e delle reti in nazionale ― Uganda | Cronologia completa delle presenze e delle reti in nazionale ― Uganda | Cronologia completa delle presenze e delle reti in nazionale ― Uganda | Cronologia completa delle presenze e delle reti in nazionale ― Uganda | Cronologia completa delle presenze e delle reti in nazionale ― Uganda | Cronologia completa delle presenze e delle reti in nazionale ― Uganda | Cronologia completa delle presenze e delle reti in nazionale ― Uganda |
| Data                                                                  | Città                                                                 | In casa                                                               | Risultato                                                             | Ospiti                                                                | Competizione                                                          | Reti                                                                  | Note                                                                  |
| --------------------------------------------------------------------- | --------------------------------------------------------------------- | --------------------------------------------------------------------- | --------------------------------------------------------------------- | --------------------------------------------------------------------- | --------------------------------------------------------------------- | --------------------------------------------------------------------- | --------------------------------------------------------------------- |
| 25-3-2022                                                             | Namangan                                                              | Uganda                                                                | 1 – 1                                                                 | Tagikistan                                                            | Amichevole                                                            | -                                                                     | 70’                                                                   |
| 29-3-2022                                                             | Namangan                                                              | Uzbekistan                                                            | 4 – 2                                                                 | Uganda                                                                | Amichevole                                                            | -                                                                     | 2’ 65’                                                                |
| 4-6-2022                                                              | Algeri                                                                | Algeria                                                               | 2 – 0                                                                 | Uganda                                                                | Qual. Coppa d'Africa 2023                                             | -                                                                     | 55’                                                                   |
| 21-9-2022                                                             | Bengasi                                                               | Libia                                                                 | 0 – 0                                                                 | Uganda                                                                | Amichevole                                                            | -                                                                     |                                                                       |
| 24-9-2022                                                             | Bengasi                                                               | Tanzania                                                              | 1 – 0                                                                 | Uganda                                                                | Amichevole                                                            | -                                                                     |                                                                       |
| 24-3-2023                                                             | Ismailia                                                              | Uganda                                                                | 0 – 1                                                                 | Tanzania                                                              | Qual. Coppa d'Africa 2023                                             | -                                                                     | 46’ 56’                                                               |
| Totale                                                                |                                                                       | Presenze                                                              | 6                                                                     |                                                                       | Reti                                                                  | 0                                                                     |                                                                       |

## Palmarès

### Club

#### Competizioni nazionali
- Premier League (Uganda): 1

Kampala City: 2018-2019
- Coppa d'Uganda: 1

Kampala City: 2018

#### Competizioni continentali
- Coppa Kagame Inter-Club: 1

Kampala City: 2019